# Paradoks Algola
Paradoks Algola – sytuacja, gdy składniki układu podwójnego wydają się ewoluować inaczej, niż wynikałoby to z teorii ewolucji gwiazd. 
Cechą tempa ewolucji gwiazd jest zależność od masy gwiazdy. Im większa jest masa gwiazdy, tym szybsze jest tempo ewolucji i tym szybciej odchodzi od ciągu głównego, przechodząc przez fazę podolbrzyma czy olbrzyma. W Algolu i innych podobnych układach stwierdzona została odwrotna relacja między gwiazdami układu: składnik mniej masywny jest już podolbrzymem, a drugi o masie znacznie większej pozostaje na ciągu głównym. Wydaje się to sprzeczne, gdyż gwiazdy układu podwójnego powstają zazwyczaj jednocześnie, zatem gwiazda bardziej masywna powinna być bardziej zaawansowana ewolucyjnie. 
Przyczyną jest przepływ materii pomiędzy składnikami, często rejestrowany w układach podwójnych, który w istotny sposób zaburza normalny proces ewolucji gwiazdy, powodując odwrócenie relacji między masami. Jeśli przepływ ma miejsce na późnym etapie ewolucji masywniejszego składnika, ten staje się wtedy mniej masywny, zyskując tym samym nieproporcjonalną do czasu istnienia małą masę i tempo ewolucji, zaś składnik pierwotnie mniej masywny staje się gwiazdą masywną o szybkim tempie ewolucji i intensywnym wietrze gwiazdowym.